# 克鲁格洛耶湖
东ビロク湖（日语：／）或克鲁格洛耶湖（俄语：Озеро Круглое）是国后岛的湖，面积3.4平方公里，集水面积9.7平方公里，长2.5公里，宽1.7公里，深5.2米，海拔8米，它是全日本第66大湖。值得一提的是，东ビロク湖位于西ビロク湖的西边。